# Kostel Nejsvětější Trojice (Javorník)
Kostel Nejsvětější Trojice se nachází v Javorníku v okrese Jeseník. Farní kostel náleží pod Římskokatolickou farnost Javorník ve Slezsku, děkanát Jeseník, diecéze ostravsko-opavská. Farní kostel je kulturní památkou ČR a je součástí městské památkové zóny Javorník.

## Historie
Původně město patřilo pod farní okrsek hřbitovního kostela svatého Kříže v Javorníku-vsi a k dispozici byl až do počátku 18. století kostel svatého Valentina. V roce 1715 bylo rozhodnuto o stavbě nového kostela. V letech 1716–1723 byl nový kostel postaven podle plánů stavitele M. J. Kleina a dne 29. července 1725 vysvěcen. V kostelní kryptě je pohřben farář Gottfried Josef Lorenz (zemřel v roce 1733), který se zasloužil o výstavbu kostela a fary. V roce 1825 postihl město požár, při kterém byla zničena fara, věž, část střechy a kruchta s varhany. Po požáru byl kostel provizorně opraven a až v roce 1866 získal dnešní podobu. Opravy provedl javornický tesařský mistr Alois Utner (1823–1891) podle návrhu stavitele Josefa Schwarzera.
Kostel byl opravován od roku 1994 až do roku 2001. Má opravenou střechu věže (1994), restaurované průčelí (1996), obnovenou fasádu (1997), provedeny vnitřní úpravy (1998) a v roce 2001 byla dokončena výmalba interiéru. Náklady v rozsahu tři miliony šest set tisíc korun poskytlo Ministerstvo kultury ČR, Okresní úřad Jeseník, město Jeseník a další. Kostel byl nově vysvěcen 22. dubna 2001 ostravsko-opavským biskupem Františkem Lobkowiczem. V roce 2018 byla provedena první etapa opravy krovu za finanční podpory Stavebního fondu ostravsko-opavské diecéze.

## Popis
Kostel je orientovaná jednolodní barokní stavba na obdélníkovém půdorysu s užším závěrem a věží v západním průčelí. Sakristie s oratoří v patře se nachází na severní straně kněžiště, na jižní jsou předsíně a kaple. Fasáda kněžiště členěna podnoží oběžnými lizénami a hlavní římsou. Střecha je sedlová, zvalbená, krytá břidlicí. Fasáda lodi je členěná nárožními pilastry s podnoží a průběžnou římsou. Střecha lodi je sedlová. Západní průčelí je členěno podnoží s oběžnými lizénami. V přízemí vedle kamenného portálu jsou slepé portálky obstavené pilastry s iónskou hlavicí nesoucí archivoltu. Okna jsou v prvním a druhém patře průčelí nad hlavní římsou, v třetím patře věže je malé okénko, ve čtvrtém a v pátém patře věže jsou okna s půlkruhovým záklenkem. Hranolová čtyřboká šestipatrová věž je vsazena do průčelí. Podvěží je zaklenuto křížovou klenbou. Nároží věže jsou zdobeny pilastry. Ve zvonovém patře jsou ciferníky věžních hodin a zavěšený zvon. Kamenný portál ve věži má profilované ostění, je obstavený zdvojenými pilastry s kompozitní hlavicí.

## Interiér
Kněžiště je pravoúhlé zaklenuté dvěma plackami mezi pasy, které dosedají na pilastry. Vchod do sakristie je pravoúhlý se zalamovaným ostěním, v němž je letopočet 1718. Na jižní straně kněžiště je vstup do předsíně. Triumfální oblouk je půlkruhový. Loď na půdorysu obdélníku je zaklenuta třemi poli valené klenby mezi dvojicemi pasů dosedajících na pilastry. V bocích lodi jsou mělké výklenky zaklenuty valenou klenbou. Ve výklencích jsou okna s půlkruhovým záklenkem. V západní části lodi je kruchta na dvou pilířích spojená třemi arkádovými oblouky s podvěžím a přilehlými prostory, ze kterých vedou schodiště na kruchtu a věž. Sakristie je zaklenutá křížovou klenbou s kruhovým zrcadlem, oratoř v patře je otevřena do lodi otvorem s balustrádou. Předsíň na jižní straně je zaklenuta křížovou klenbou s kruhovým zrcadlem a jedním polem valeně. Kaple na kruhovém půdorysu přiléhá k předsíni z východní strany je zaklenuta kopulí s lucernou.

## Galerie

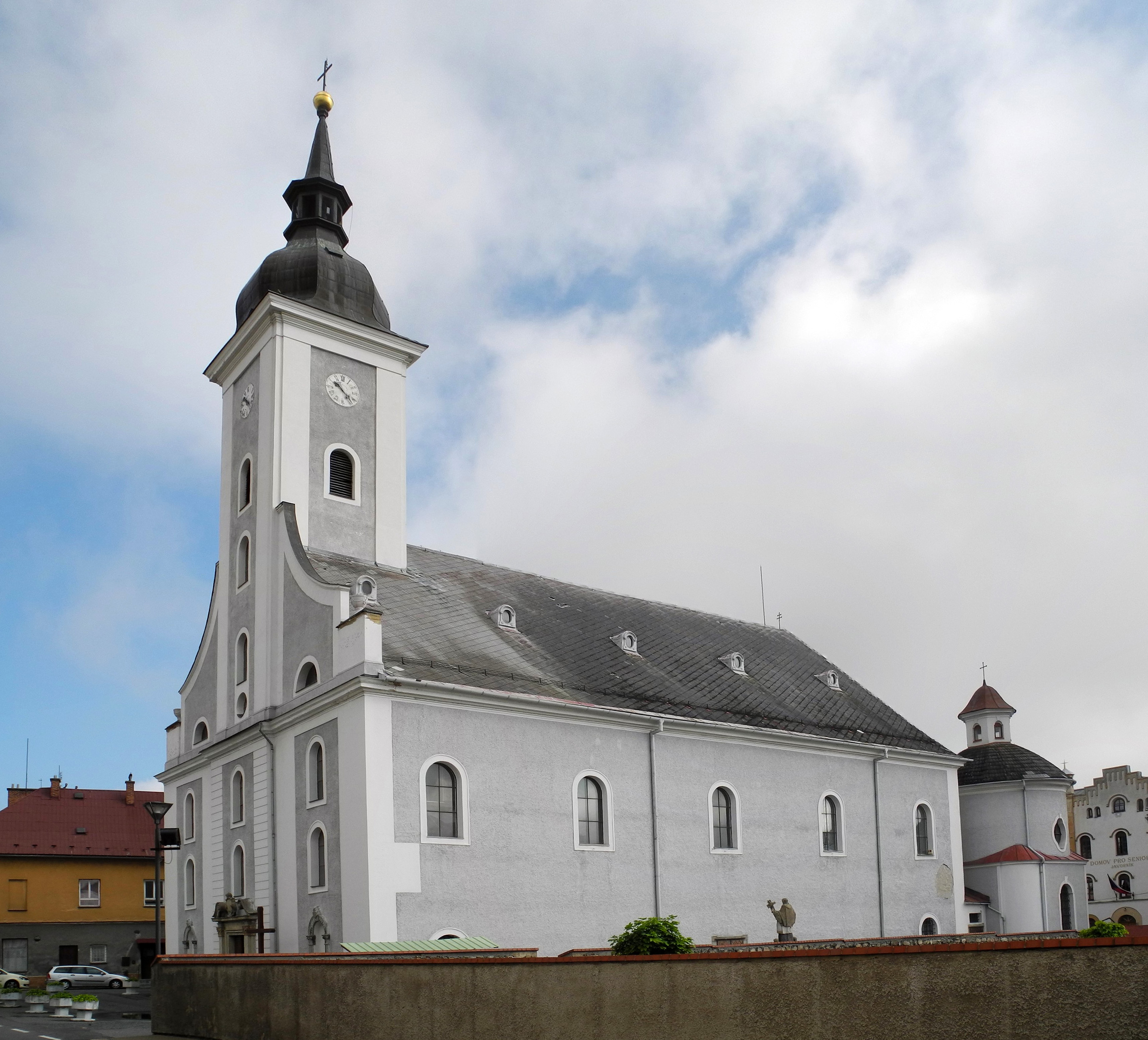
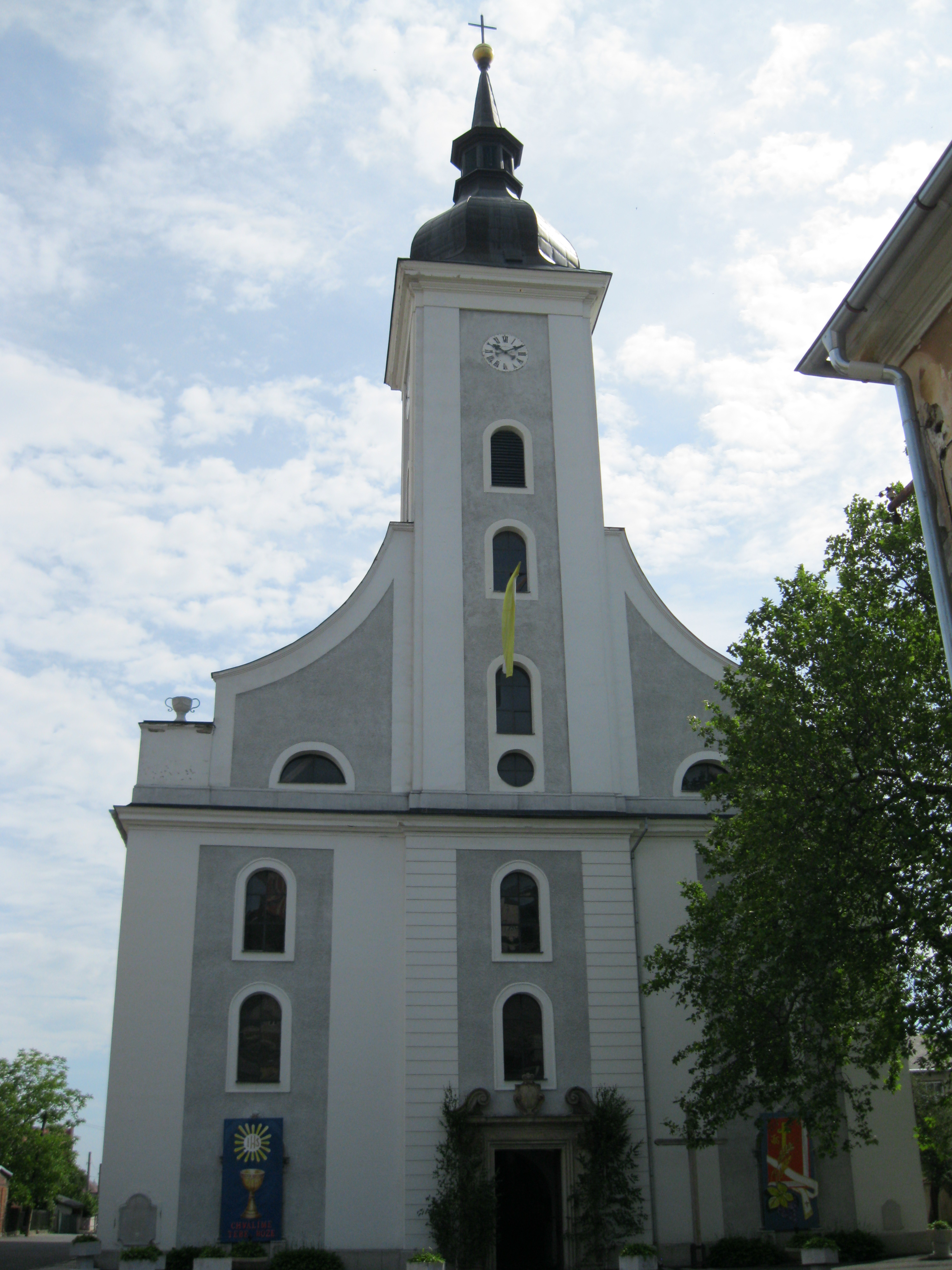
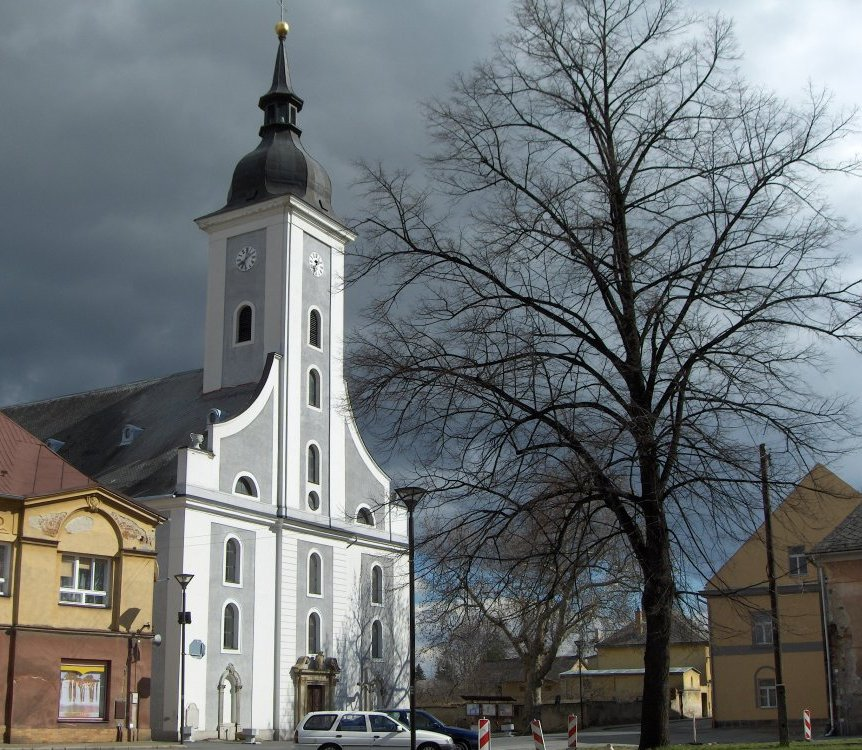
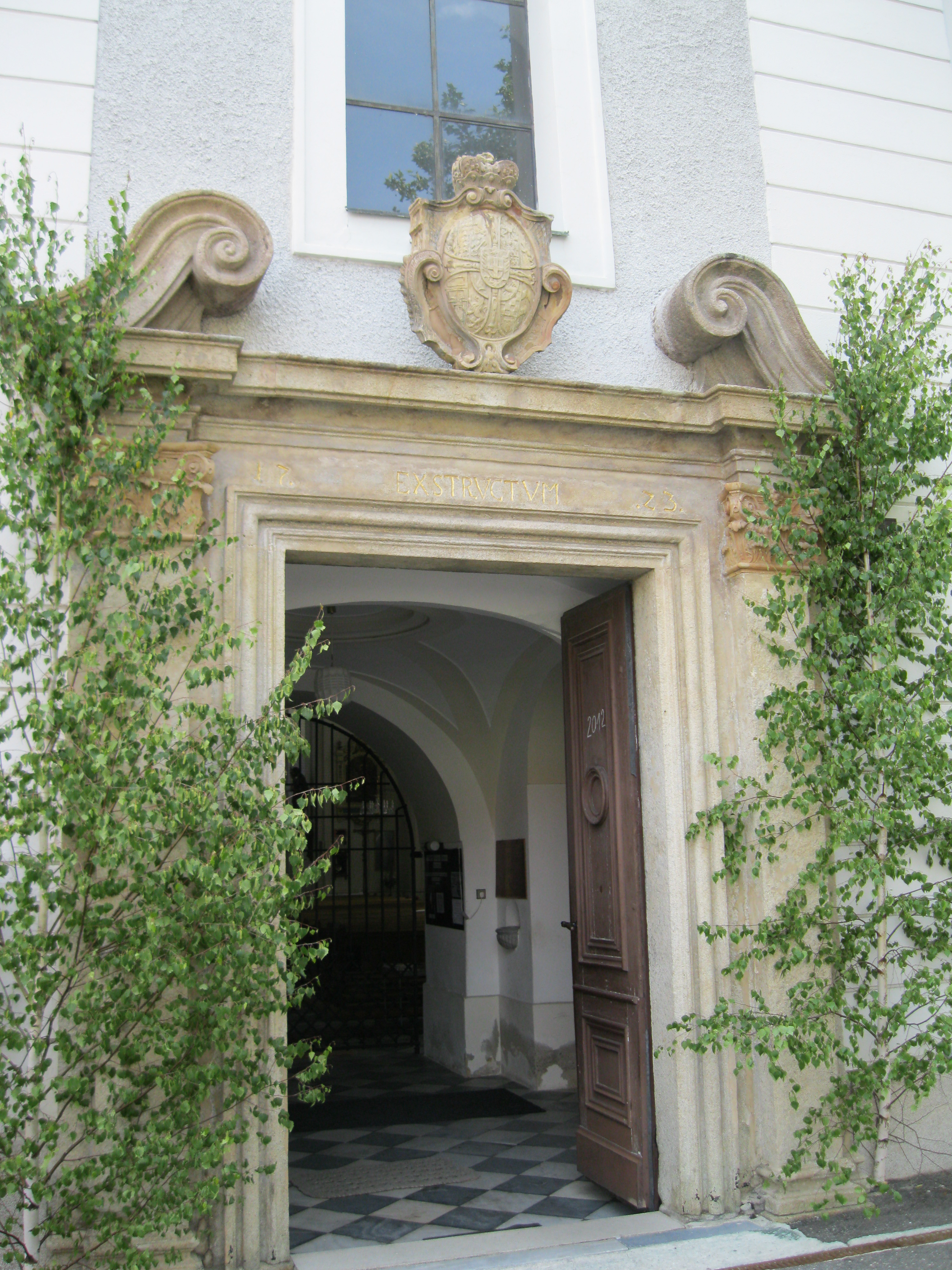
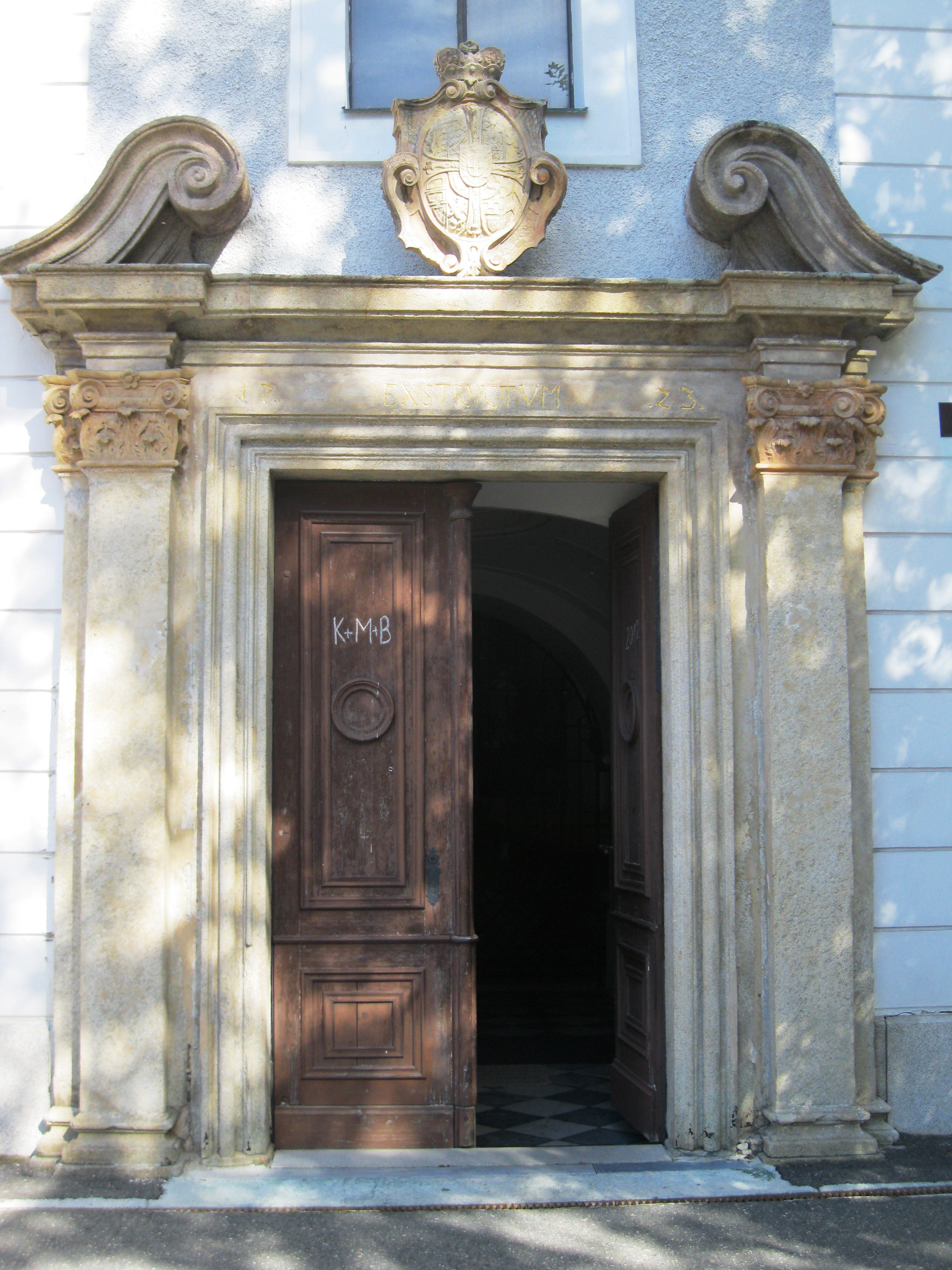
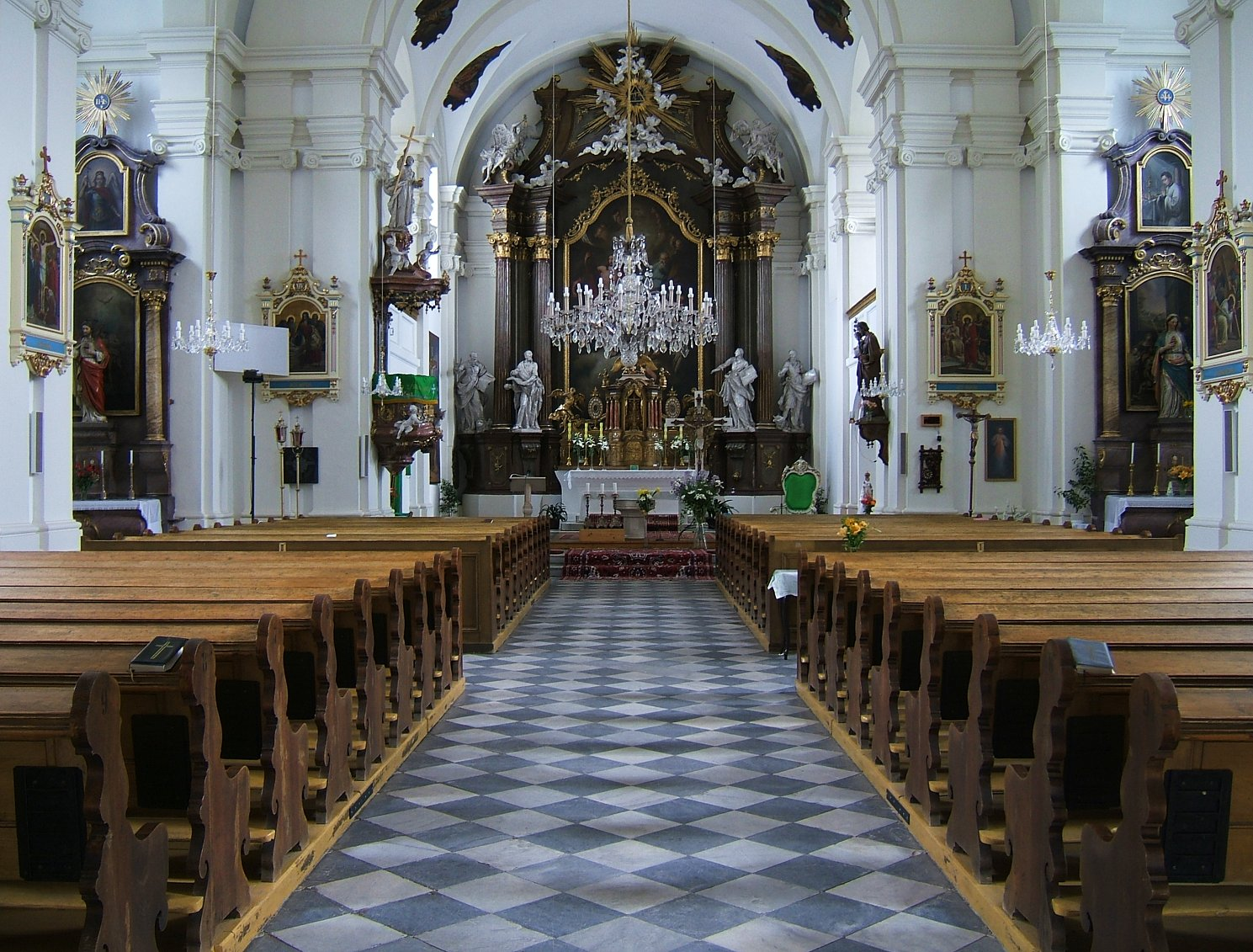